# Habo Ullspinneri
Habo Ullspinneri var en av de första industrierna i Habo samhälle, och startades av Frans August Johansson 1882 i Simonstorp utanför Habo. Fabriken hade i början tre anställda, en spinnmästare, en kardmästare och en färgmästare. År 1886 flyttades verksamheten in till Habo. Snart sysselsatte fabriken ett 25-tal arbetare, varav fler bodde och åt hos Frans och hans fru Tekla.
Filtar började göras omkring 1920. Det blev industrins dominerande produkt och marknadsfördes under namnet Habofilten. 1932 tillverkades 50 000 filtar och 30 ton ullgarn med 65 personer anställda. 1960 producerades 90 000 filtar och 30 000 plädar samt garn. Efter en brand lades verksamheten 1966 ner. Idag används Spinnet för evenemang, föreningar och konstutställningar.